# Crassula (Crassulaceae)
Crassula là một chi thực vật thuộc họ Crassulaceae, gồm loài cây phổ biến Crassula ovata. Họ này có nhiều loài bản địa nhiều nơi trên thế giới nhưng các biến thể được trồng hầu như chỉ có ở mũi Đông của Nam Phi.
Chi này có hơn 620 loài.

## Một số loài chọn lọc
- Crassula alata
- Crassula alba
- Crassula alpestris[1]
- Crassula alstonii
- Crassula aquatica
- Crassula arborescens
- Crassula atropurpurea
- Crassula ausensis
  - Crassula ausensis ssp. titanopsis
- Crassula barbata
- Crassula barklyi
- Crassula biplanata
- Crassula brevifolia
- Crassula capitella

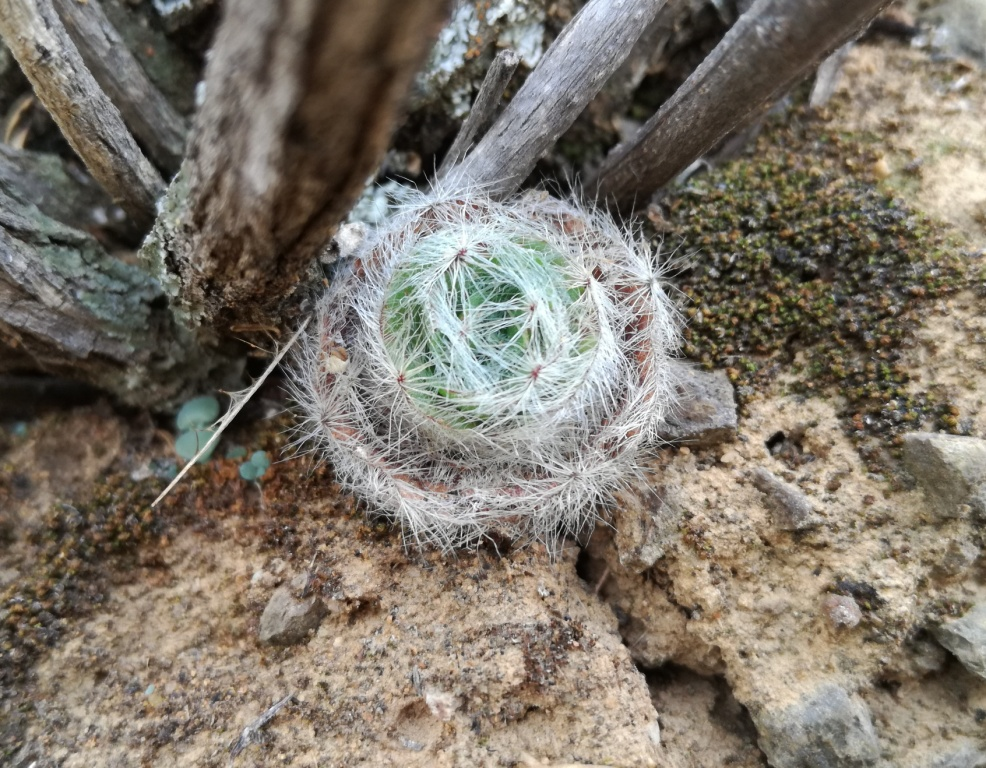
Crassula barbata

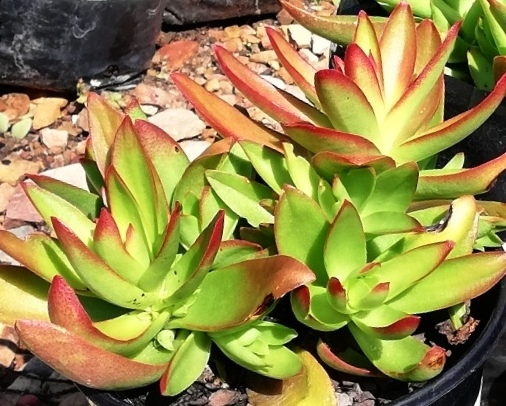
Crassula capitella

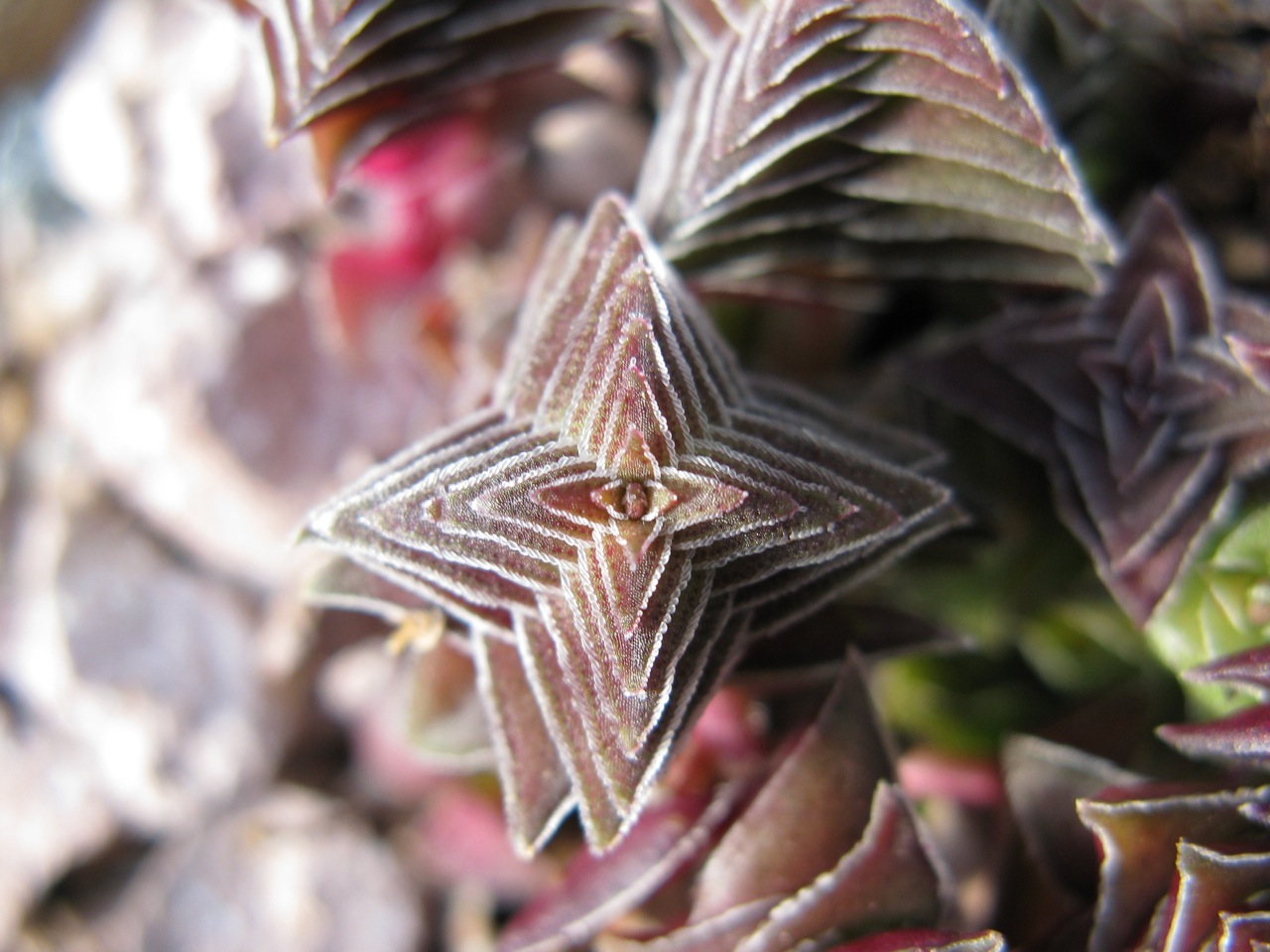
Crassula capitella ssp. thyrsiflora

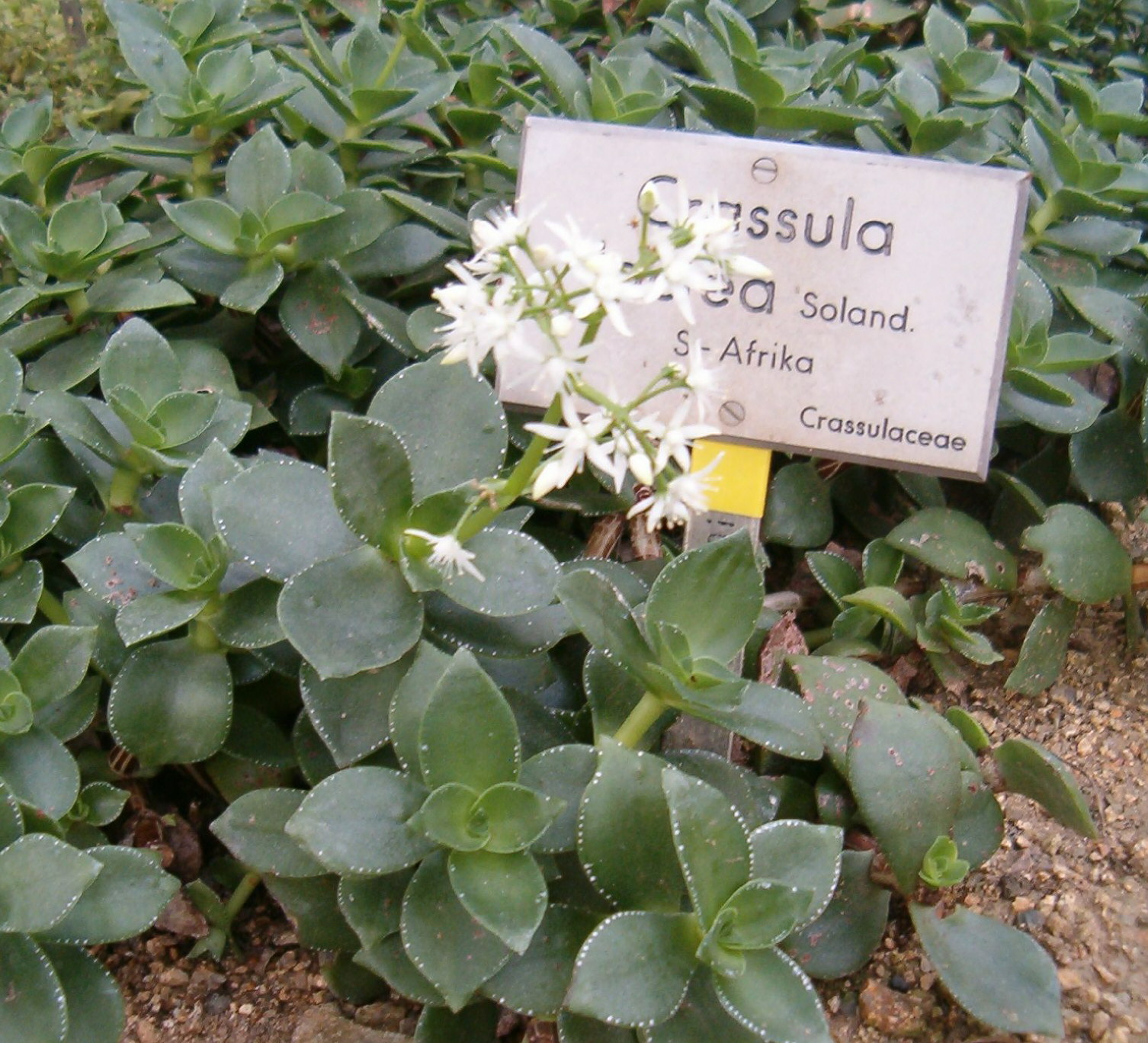
Crassula lactea

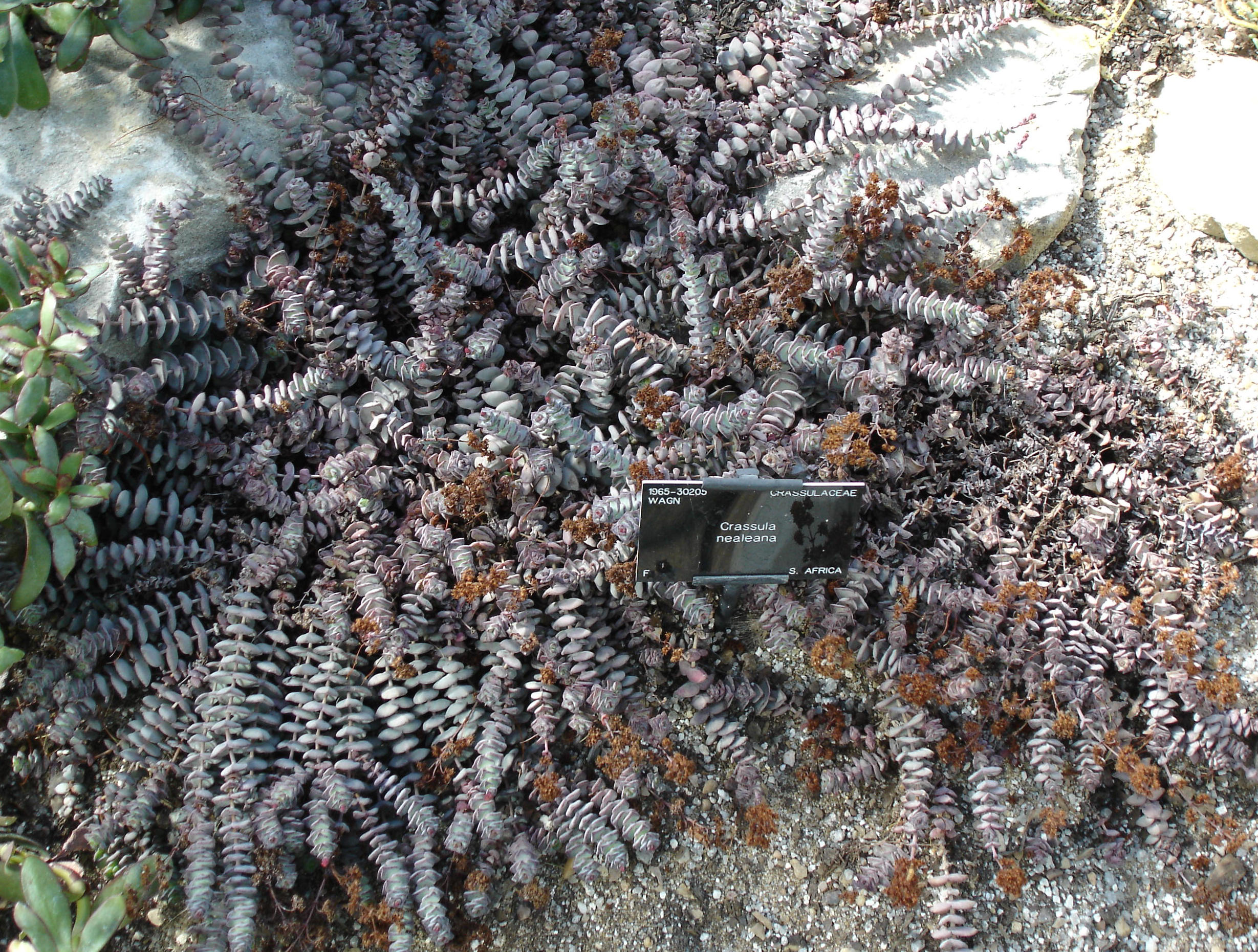
Crassula nealeana

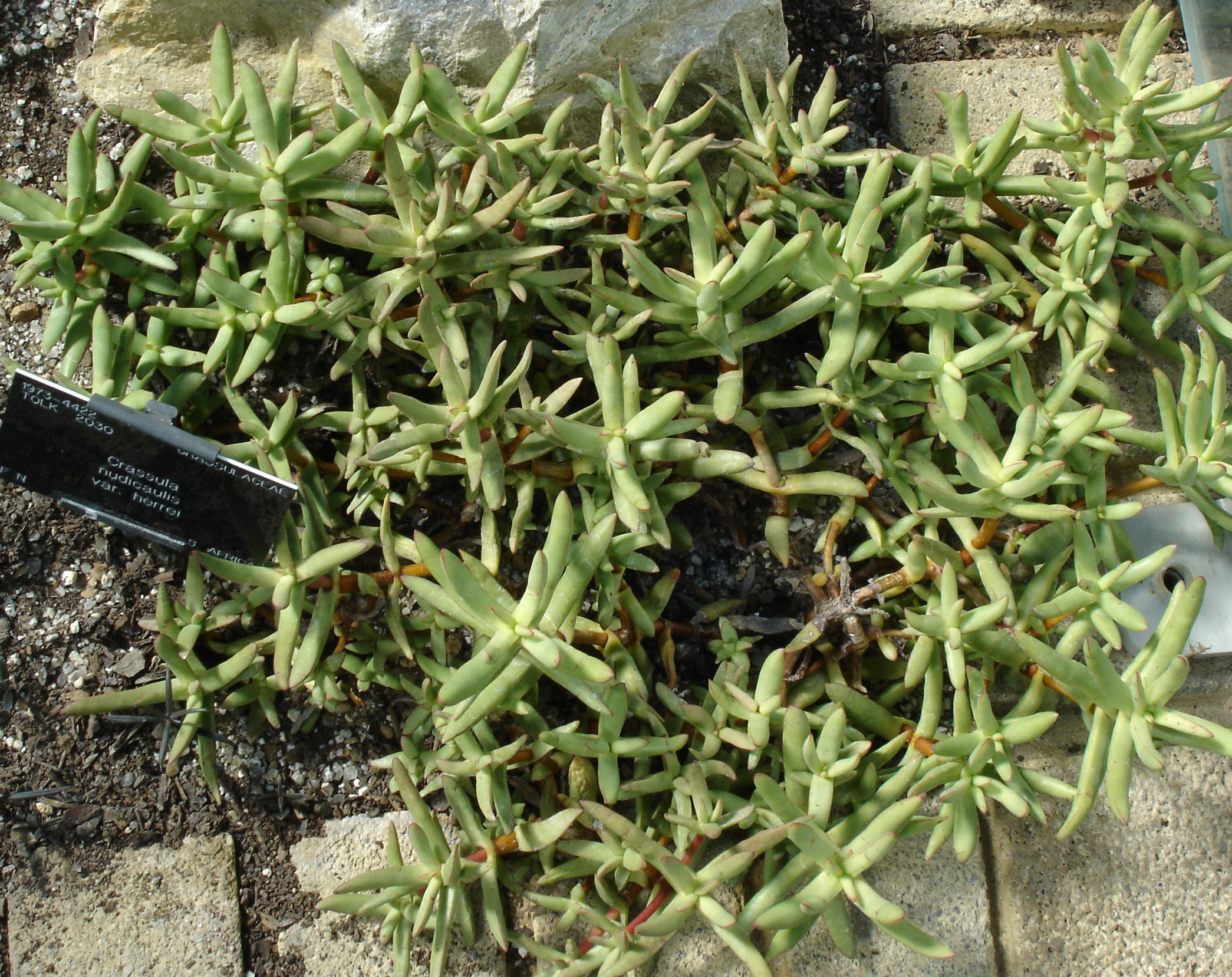
Crassula nudicaulis var. herrei

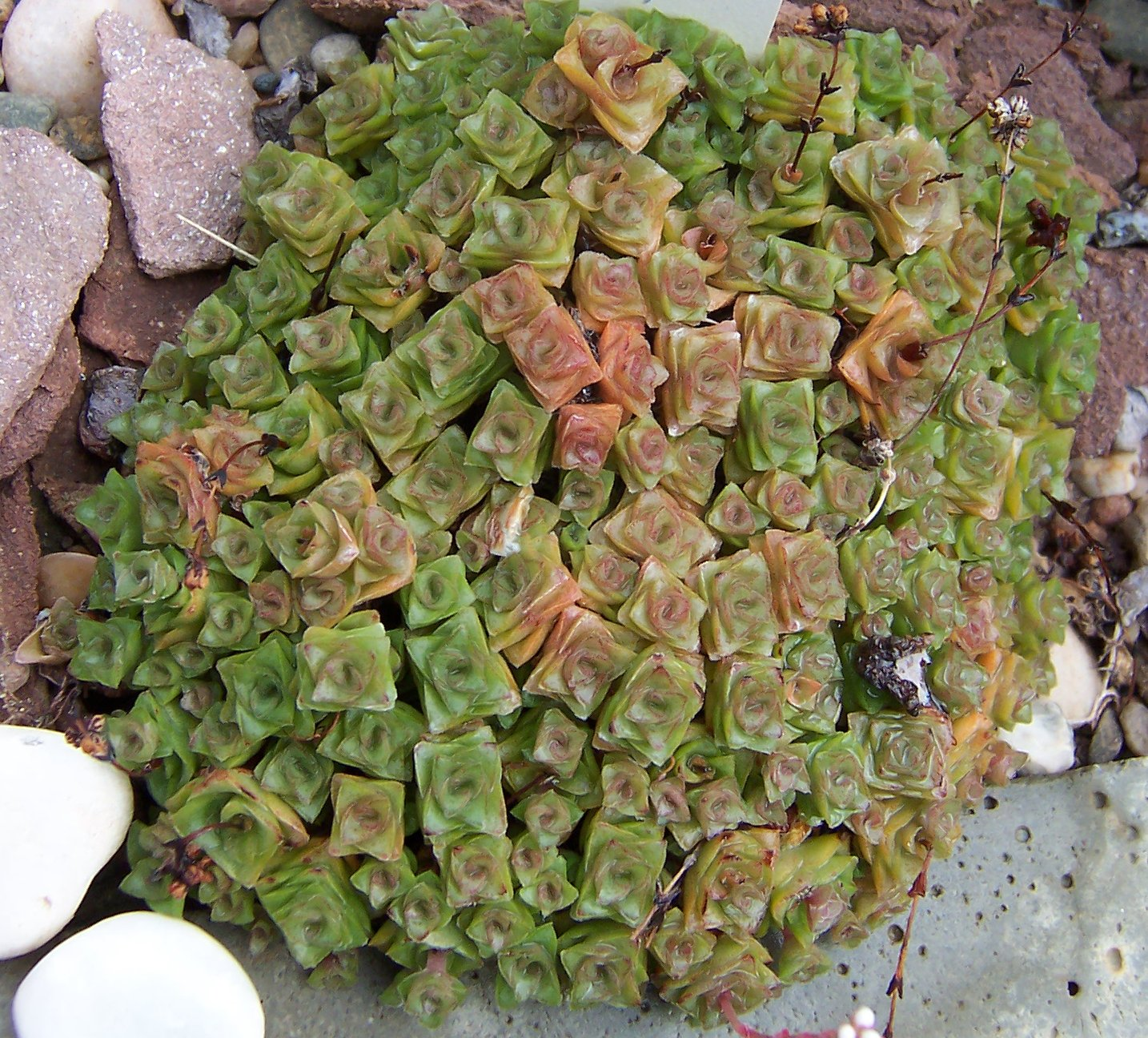
Crassula socialis

  - Crassula capitella ssp. thyrsiflora
- Crassula clavata
- Crassula closiana
- Crassula coccinea
- Crassula colligata
- Crassula colorata
- Crassula columella
- Crassula columnaris
- Crassula connata
- Crassula corallina
- Crassula cornuta
- Crassula cotyledonis
- Crassula cultrata
- Crassula deceptor
- Crassula decidua
- Crassula decumbens
- Crassula dejecta
- Crassula deltoidea
- Crassula drummondii
- Crassula dubia
- Crassula elegans
- Crassula erosula
- Crassula exilis
  - Crassula exilis ssp. sedifolia
- Crassula expansa
- Crassula exserta
- Crassula extrorsa
- Crassula falcata
- Crassula garibina
- Crassula gillii
- Crassula globularioides
- Crassula glomerata
- Crassula grisea
- Crassula helmsii
- Crassula herrei
- Crassula hirtipes
- Crassula humbertii
- Crassula hystrix
- Crassula lactea
- Crassula lanceolata
- Crassula longipes
- Crassula marchandii
- Crassula marnieriana
- Crassula mesembryanthemoides
- Crassula mesembryanthemopsis
- Crassula milfordiae
- Crassula moschata
- Crassula multicava
- Crassula muscosa (syn. C. lycopodioides)
- Crassula namaquensis
  - Crassula namaquensis ssp. comptonii
- Crassula natans
- Crassula nealeana
- Crassula nudicaulis
  - Crassula nudicaulis var. herrei
  - Crassula nudicaulis var. platyphylla
- Crassula obovata
  - Crassula obovata var. dregeana
- Crassula orbicularis
- Crassula ovata (syn. C. argentea, C. portulacea)
  - Crassula ovata var. cristata
  - Crassula ovata var. monstruosa
- Crassula parvisepala
- Crassula pedicellosa
- Crassula peduncularis
- Crassula pellucida
  - Crassula pellucida var. marginalis
- Crassula pentandra[2]
- Crassula perfoliata
- Crassula perforata
- Crassula picturata
- Crassula plegmatoides
- Crassula pruinosa
- Crassula pubescens
  - Crassula pubescens ssp. radicans
  - Crassula pubescens ssp. rattrayi
- Crassula pyramidalis
- Crassula radicans
- Crassula rogersii
- Crassula rubricaulis
- Crassula rupestris
  - Crassula rupestris ssp. marnierana
- Crassula saginoides
- Crassula sarcocaulis
- Crassula sarmentosa
- Crassula schmidtii
- Crassula sericea
  - Crassula sericea var. hottentotta
- Crassula setulosa
- Crassula sieberiana
- Crassula socialis
- Crassula solierii
- Crassula streyi
- Crassula subaphylla
- Crassula susannae
- Crassula swaziensis
- Crassula tecta
- Crassula tetragona
- Crassula tetramera
- Crassula thunbergiana
- Crassula tillaea
- Crassula umbella
- Crassula viridis
- Crassula volkensii

### Một số cây trồng phổ biến
- Crassula 'Buddha's Temple'
- Crassula 'Coralita'
- Crassula 'Dorothy'
- Crassula 'Fallwood'
- Crassula 'Ivory Pagoda'
- Crassula 'Justus Corderoy'
- Crassula 'Morgan's Beauty'
- Crassula 'Tom Thumb'